# 금구초등학교 (광주)
금구초등학교는 대한민국 광주광역시 광산구 운남동에 있는 공립 초등학교이다.

## 학교 연혁
- 1999년 9월 30일 금구초등학교 설립 인가
- 2000년 10월 4일 금구초등학교 개교(6학급)
- 2001년 3월 1일 병설유치원 개원
- 2019년 1월 4일 제19회 졸업(졸업생 114명)
- 2019년 3월 1일 금구초등학교 26학급(특수학급 포함) 인가
- 2020년 3월 1일 금구초등학교 24학급(특수학급 포함) 인가
- 2020년 3월 1일 제7대 노은구 교장 취임

## 학교 상징
- 교화 - 진달래(희망, 사랑) : 우리 민족의 정서를 대표하는 꽃으로 이른 봄부터 온 산을 붉게 수놓아 봄의 정취를 한층 돋보이게 한다. 사랑의 기쁨 절제, 첫사랑의 진달래 꽃말의 뜻하는 것처럼!
- 교목 - 소나무(지조, 절개) : 우리나라 전역에 걸쳐 분포하면서 우리 민족의 생활 속에 친숙한 나무로 사시사철 푸르름을 자랑한다. 선비와 지조의 상징을 일컬어지는 소나무처럼 우리 금구 어린이들이 마음 깊숙한 곳에 씩씩한 기상과 곧은 절개가 자라나길 바란다.
- 교색 - 녹색 : 성장과 번영을 나타내는 생명의 색인 동시에 낙원의 색이다. 금구 어린이들이 밝고 푸른 마음을 지니고 건강하게 자라라는 의미에서 교색으로 정하였다.
- 상징동물 - 금거북이 : 금구는 한자어로 금거북이를 뜻하며 옛날 우리 학교쪽에 있는 마을 이름이었다. 금구 어린이 모두가 거북이처럼 꾸준히 자기의 목표를 위해 노력하여 각자가 자기 위치에서 귀한 사람이 되라는 뜻을 담고 있다.

## 참고 자료
- 금구초등학교 - 한국교육학술정보원 학교알리미